# Rue Pasteur (Saint-Cloud)
Pour les articles homonymes, voir Rue Pasteur.
La rue Pasteur est une voie de communication située à Saint-Cloud dans les Hauts-de-Seine. Elle suit le tracé de la route départementale 907.

## Situation et accès
Elle est accessible à l'ouest par la gare de Garches - Marnes-la-Coquette et à l'est par la gare de Saint-Cloud.

## Origine du nom
Cette rue a été nommée en hommage au scientifique français Louis Pasteur.

## Historique

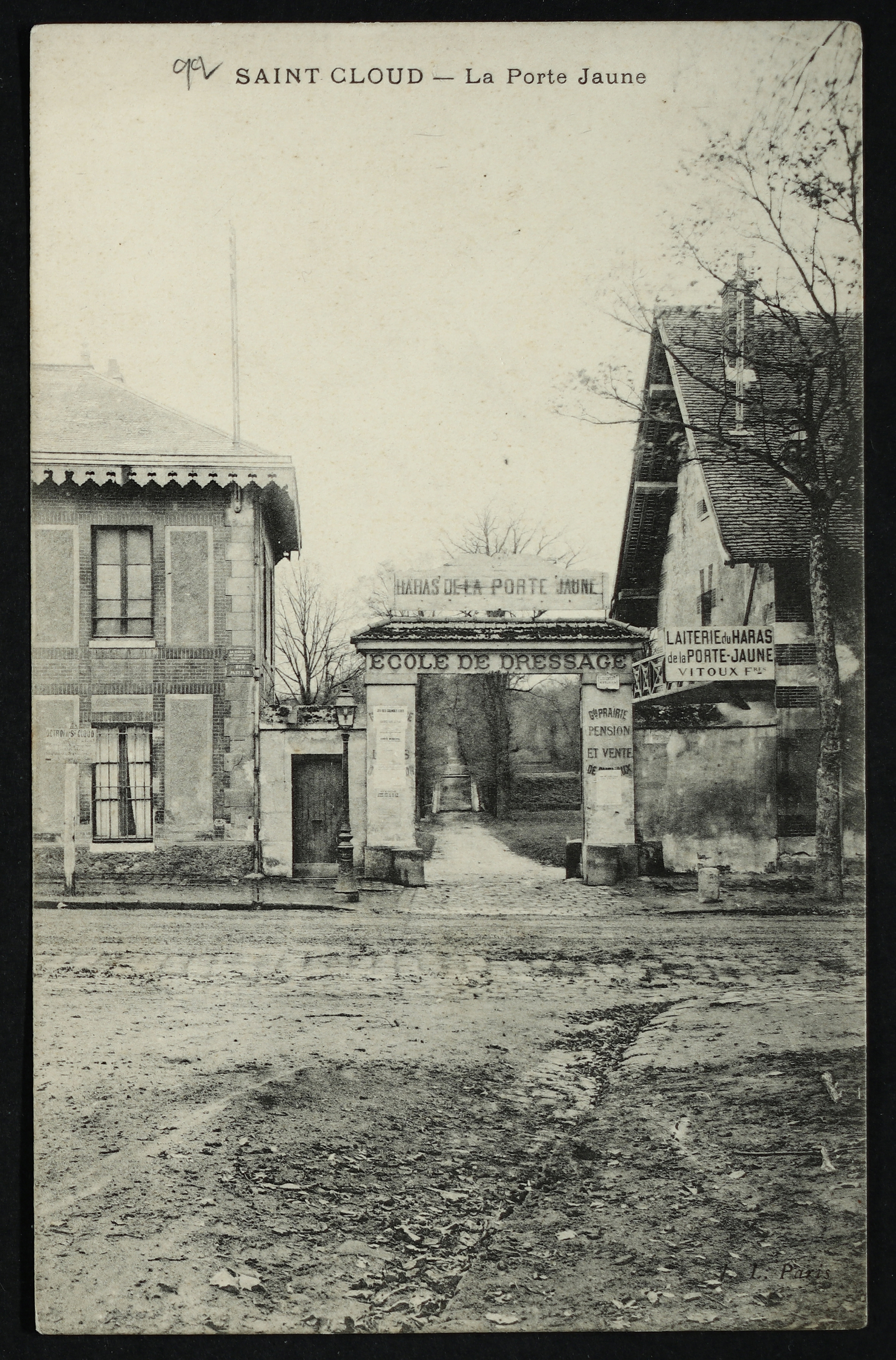
La Porte-Jaune, vers 1900.

Le quartier Magenta où se trouve cette rue était autrefois le quartier de la Truie-Pendue. On y trouvait de nombreuses villégiatures bâties avec la voie ferrée, comme la villa Les Marronniers. Elles ont aujourd'hui presque toutes disparu, à l'exception de la clinique du Val-d'Or, créée en 1947 sous le nom de clinique Pasteur.
En 1911, le tramway de Saint-Cloud est prolongé jusqu'au quartier de Montretout, et en avril 1912 le prolongement Saint Cloud-Garches suit. En 1916, faute d'un nombre suffisant de voyageurs, le terminus est ramené à Saint Cloud.

## Bâtiments remarquables et lieux de mémoire
- American School of Paris[4].
- Deutsche Schule Paris[5].

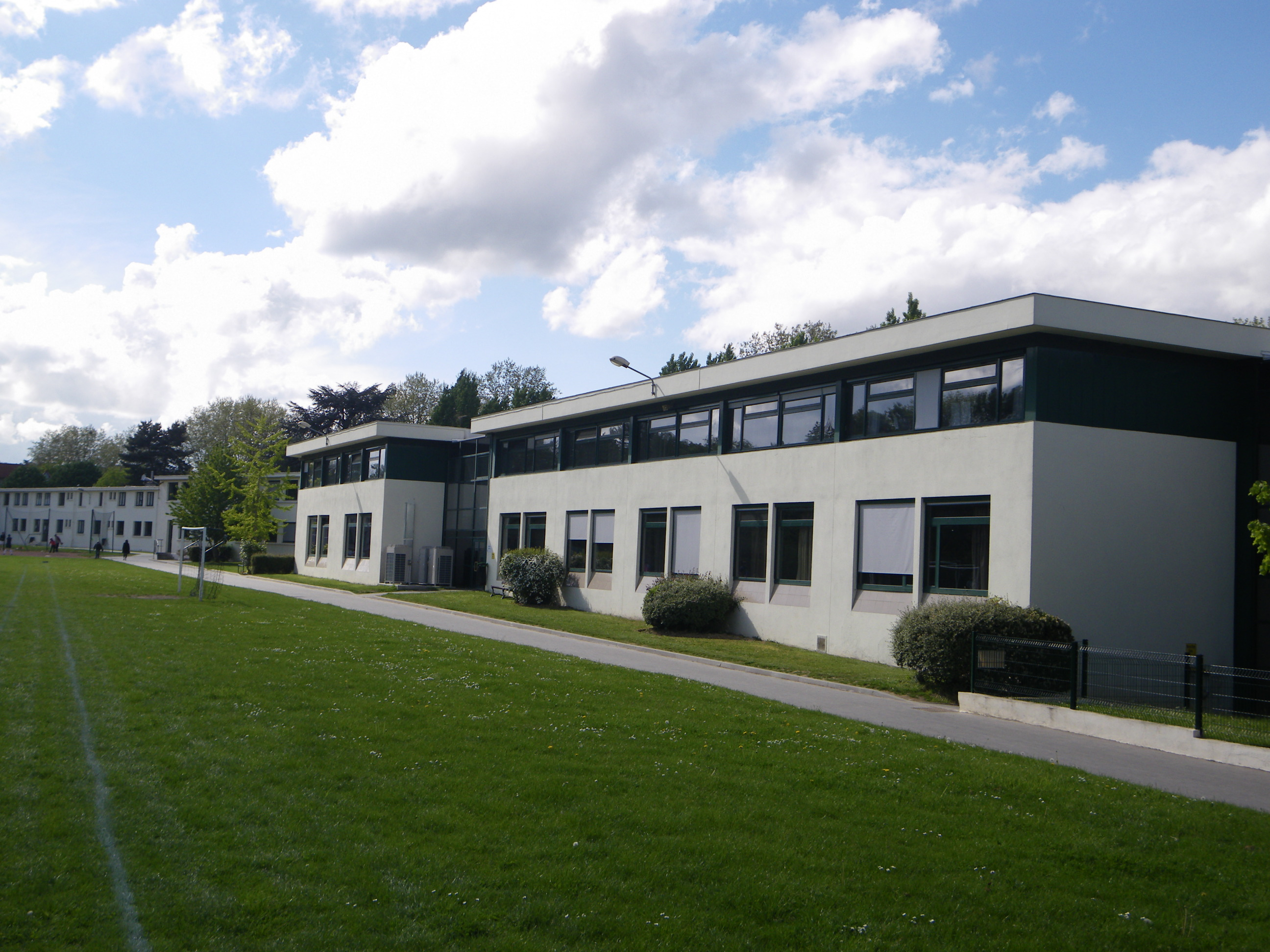
ASParis Upper School Building

- L'acteur français Bernard Blier est décédé à la clinique du Val-d'Or en 1989[6],[7].
- Vers l'angle de la rue de la Porte-Jaune, à la limite de Garches, emplacement de l'ancien haras de la Porte-Jaune[8], école de dressage et laiterie, qui fournissait du beurre et du lait aux habitants du quartier[9]. Détruit au début du XXe siècle, il a été remplacé par  le lycée des métiers de l’hôtellerie et de la gestion des entreprises Santos-Dumont [10],[11].
- Des scènes du film Trois hommes à abattre y furent tournées en 1980[12].